# Dole (Šentjur, Slovenija)
Dole je naselje u slovenskoj Općini Šentjuru. Dole se nalazi u pokrajini Štajerskoj i statističkoj regiji Savinjskoj. 

## Stanovništvo
Prema popisu stanovništva iz 2002. godine naselje je imalo 158 stanovnika.